# Plectreurys oasa
Plectreurys oasa is een spinnensoort uit de familie Plectreuridae. De soort komt voor in de Verenigde Staten.